# مركز دبي للإحصاء
مركز دبي للإحصاء هو مركز أنشيء بالقانون رقم (23) لسنة 2006، ليكون المصدر الرسمي للإحصاء على مستوى إمارة دبي لجمع وتبويب البيانات والمعلومات الإحصائية، وكذلك تحليل وإعداد ونشر المؤشرات والتقارير الإحصائية، وتنظيم العمل الإحصائي والدراسات الاستطلاعية.

## أغراض مركز دبي للإحصاء
يعمل المركز على المساهمة في التنمية الاقتصادية والاجتماعية في الإمارة. وبناء نظام متقدم وذو فعالية. وتقديم الدعم الإحصائي لأصحاب القرار، لتحديد السياسات والتخطيط، وقياس الأداء الاستراتيجي. ويعمل المركز على تنظيم العمل الإحصائي في الإمارة، وتحقيق الشفافية في النتائج الاحصائية. ويعمل كذلك على ضمان سلامة وصحة الدراسات الاستطلاعية وفقا للمنهجيات والأساليب العلمية المعتمدة في الأحصاء.

## الإختصاصات والمهام
إعداد خطط وبرامج العمل الإحصائي لدعم خطة دبي الاستراتيجية، جمع المعلومات الإحصائية بخصوص بالإمارة من مصادر البيانات، تصميم وتنفيذ الدراسات والمسوح الإحصائية السكانية والاجتماعية، بناء وإدارة منظومة إحصائية حديثة، نشر المعلومات والمؤشرات الإحصائية دون الإخلال بسرية البيانات وفقا للقانون. تمثيل الإمارة لدى الجهات المحلية والإقليمية والدولية فيما يتعلق بالمجال الإحصائي ونشر الثقافة الإحصائية والوعي، والتنظيم والمشاركة في المؤتمرات والبرامج العلمية الإحصائية داخل وخارج الدولة، تقديم الاستشارات الإحصائية والمساعدة الفنية للجهات الحكومية، والرقابة على الجهات غير الحكومية العاملة في مجال الدراسات الإستطلاعية وإتخاذ الإجراءات المناسبة بحقها والعمل على اعتماد معايير موحّدة على صعيد المفاهيم والتعريفات الإحصائية المعتمدة في الإمارات بما يتوافق مع المعايير والتصنيفات العالمية،وإعداد الكتيبات والمواد الإحصائية ونشرها في الأراضي الإماراتية وإعداد المؤشرات الإحصائية السكانية والاقتصادية والاجتماعية بالاستناد إلى الممارسات الفضلى واعتبارها المرجع على الصعيد الإماراتي.    

## الجوائز والإعتمادات الدولية
حصل مركز دبي للإحصاء على مجموعة كبيرة من الجوائز المحلية والعالمية ومن بينها، الفوز بجائزة برنامج دبي للأداء الحكومي المتميز لعدد من الدورات عن فئة أفضل نتيجة سعادة الموظفين، كما تمكن المركز من الحصول على 20 جائزة من جوائز ستيفي العالمية، وتحقيق الجائزة الكبرى لأول مرة على مستوى المؤسسات الحكومية الإماراتية، وحصل المركز على عدد من الاعتمادات الدولية من قبل شركة لويدز ريجستر العالمية وهي:
- النظام الإداري المتكامل
- نظام ادارة المخاطر
- نظام إدارة استمرارية الأعمال
- نظام إدارة المسوح والبحوث واستطلاعات الرأي
- نظام أمن المعلومات
- نظام المشتريات المستدامة

كما  حصل مركز دبي للإحصاء يحصل على ختم «100% لا ورقية» من قبل دائرة دبي الذكية وشهد المركز طباعة آخر ورقة في  العشرين من أكتوبر 2020.